# فيرا هولتز
فيرا هولتز (بالبرتغالية: Vera Holtz‏) هي ممثلة برازيلية، ولدت في 7 أغسطس 1953 في تاتوي في البرازيل.

## وصلات خارجية
- فيرا هولتز على موقع IMDb (الإنجليزية)
- فيرا هولتز على موقع قاعدة بيانات الفيلم (الإنجليزية)